# 阿拉斯戰役 (1940年)
阿拉斯戰役（1940年）是第二次世界大戰中，法國戰役的一部份。這場戰役是盟軍在法國西北的小鎮阿拉斯附近向德軍的側翼展開的反擊。德軍向北推進至海岸，以便將向東推進至比利時的盟軍包圍。此次反擊中，盟軍嘗試將德軍的先鋒部隊切斷，並阻止德軍後續部隊的推進。 雖然盟軍最初取得了成果，但他們最後仍然被德軍擊退，被迫撤退以避免被包圍。

## 背景
早在法國戰役期間，德軍就已擊敗盟軍，並將他們徹底的擊退。為了阻止德軍的推進以嘗試守住防線，英國遠征軍向阿拉斯鎮增援。

## 行動

### 計畫
英國遠征軍的總司令約翰·韋雷克，下令展開反擊，企圖拖延德軍的攻勢以避免英軍被包圍。
此次反擊的指揮官是哈洛德·法蘭克林少將；他轄下的軍隊「法蘭克軍」，包含了兩個師：第5步兵師和英军第50步兵師，外加第1軍團坦克加強旅的74台坦克以及60台法軍支援的坦克。危急的情勢已經蔓延到南方：德軍的前鋒已經撕開了一道普隆至康布雷的缺口，而且還威脅到布洛涅及加來。此舉將會切斷英國遠征軍的聯繫，並將他們和法軍主力分開。魏剛將軍的計畫將會運用法蘭克軍的進攻來封閉這個缺口，同時在上述的兩個師進攻阿拉斯鎮時，利用英國第5步兵師維持住從史卡普到阿拉斯東邊的戰線。

### 戰鬥

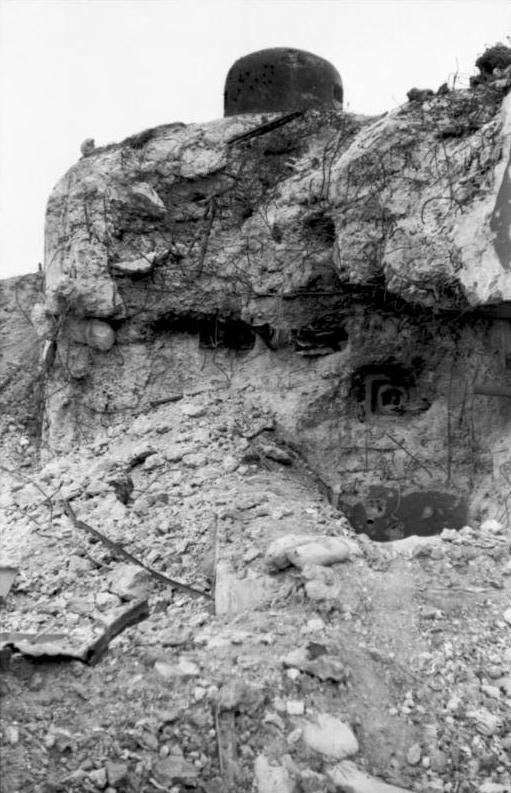
法軍在阿拉斯的掩體

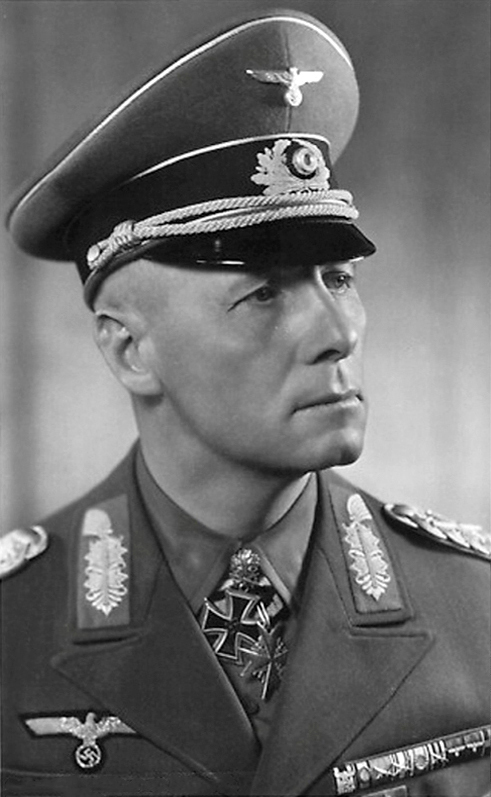
德軍指揮官：埃爾溫·隆美爾

5月21日下午，第50師和第1坦克加強旅開始向阿拉斯南方進攻。這是英國遠征軍在戰役期間唯一的一次大規模進攻。這次進攻原本應該是由兩個步兵師，約15,000人組成。防禦只部署兩個步兵營───達勒姆輕步兵團第6及第8營以及支援的第4和第7皇家坦克團，總共約2,000人，並由74台坦克做為加強旅。為了達成襲擊的任務，步兵師被分成兩團。右翼這團在一開始取得迅速的進展，擄獲了一些德軍戰俘，但他們很快就遇到有著空中支援的德國步兵和武裝親衛隊，並且損失慘重。
左翼也在遇到埃爾溫·隆美爾第7裝甲師的步兵前取得了最初的成功。負責防守的部隊───武裝親衛隊摩托化軍團「骷髏隊」（不久即擴充成骷髏總隊）被實力超出預期的英軍所敗，而他們所配備的37公厘36年式高射炮在遇到英國的瑪蒂爾達重裝甲坦克的情況下，被證明根本無效。埃爾溫·隆美爾少將（在英軍發起反擊時是第7裝甲師的指揮官）發現到只用二號戰車和三號戰車的砲火，根本無法射穿瑪蒂爾達坦克的裝甲。在情急之下，隆美爾調來了師中的88公厘高射炮和105公厘野戰炮，投入防線當中做為反坦克砲使用，最後關頭時還在陣地周圍設置了不少炸藥以阻止瑪蒂爾達坦克。英國遠征軍在遭受極大的損失後被迫停止推進。之後隆美爾在德國空軍的支援下，發動了一場成功的反擊，將英軍逐退。「法蘭克軍」至此已經被完全擊退。

### 德軍的勝利和追擊
德軍追擊英軍但是被法軍第3輕裝甲師所阻擋。這讓法國重裝甲師認為德軍不再令人畏懼。在當晚，不只是法軍甚至英軍也認為他們本來的計畫及想法也是正確的。英國「法蘭克軍」捉到約400名德國戰俘併造成了相近數量的傷亡，並摧毀了為數不少的坦克。5月23日，法軍第3輕裝甲師開起了自己的攻勢，試圖徹底擊敗德軍。德國空軍和德國的增援軍擊敗了他們的進攻。
這次的行動超出原本期望的效果───襲擊之激烈讓第7裝甲師以為他們是被5個步兵師攻擊。此次襲擊還讓德軍指揮官一度緊張，這也可能是造成德軍在5月24日停止攻擊，進而讓英國遠征軍有機會從敦克爾克開始撤退的因素之一。

## 結果
本次戰鬥在歷史上最大的功績便是動搖了德意志國防軍最高司令部從5月10日以來的信心。埃爾溫·隆美爾被記載說他回報戰報時，說是被盟軍的百餘輛坦克所攻擊，而這有可能是德國停止進攻24小時的原因之一。(雖然赫爾曼·戈林保證德國空軍可以摧毀敦克爾克的援軍也是主要的因素）英軍實際上只有58輛裝備機槍的瑪蒂達 I步兵坦克和16輛裝備QF 2磅炮的瑪蒂達 II步兵坦克，以及支援他們的幾輛輕型裝甲車。德國國防軍最高司令部延遲他們的計畫是發電機行動成功的重要原因。因此，盟軍即使被擊退了，依然可看做1940年法國戰役中盟軍的少數幾場勝利之一。最後總計超過40輛英國坦克和20輛法國坦克在這場戰役中折損，而德國只損失12台。隆美爾在他的日記裡寫道：在他轄下的師總共有89人戰死、116人受傷以及173人失蹤或被俘擄。
英軍在此次襲擊中損失（戰死或受傷）了約100人，法軍的傷亡數字並不清楚，但根據一些參與此次戰役的法國士兵所述，可以推定法軍的傷亡人數極少。德軍方面損失了700人，其中有400人被俘擄，大部分是在戰鬥一開始被俘擄的，直到88公厘高射炮參與攻擊英軍後，才大幅減少被俘人數。
儘管大部分人誤認88公厘高射炮在阿拉斯戰役是第一次做為反坦克炮使用，但事實並不是如此。早在幾年前的西班牙內戰，德國志願軍禿鷹軍團就已使用過88公厘高射炮來對抗裝甲部隊及其它地面目標。隆美爾體會到88公厘高射炮的防守威力，並在他指揮非洲軍時，將其發揮到極佳的效果。
阿拉斯戰役使得格特·馮·倫德施泰特在5月24日停止德軍推進到阿河。這讓法軍足以一路向西至敦克爾克建立防線，進而讓英軍能夠度過英吉利海峽逃走。
參與阿拉斯保衛戰的英國部隊獲頒戰役榮譽。

### 引用
1. ↑  Bond 1990, p. 71
2. ↑  Harmon 1981, p. 93.
3. 1 2 3  Harmon 1981, p. 100.
4. ↑  Harmon 1981, p. 88.
5. ↑  Bond 190, p. 72-73.
6. 1 2  Harmon 1981, p. 101

### 傳記
- Bond, Brian, Britain, France and Belgium 1939 - 1940, 2nd Edition. Brassey's Publishing, London. 1990. ISBN 0-08-037700-9
- Harman, Nicholas. (1980) Dunkirk; the necessary myth. London: Hodder and Stoughton. ISBN 0-340-24299-X
- Taylor, A.J.P. and Mayer, S.L., eds. A History Of World War Two. London: Octopus Books, 1974. ISBN 0-70640-399-1.

## 外部連結
- BBC - WW2 People's War - Battle of Arras （页面存档备份，存于）
- Defense of Arras